# 甘肃独活
甘肃独活（学名：Heracleum kansuense）是伞形科独活属的植物，是中国的特有植物。分布在中国大陆的甘肃等地，目前尚未由人工引种栽培。